# Maria João Bahia

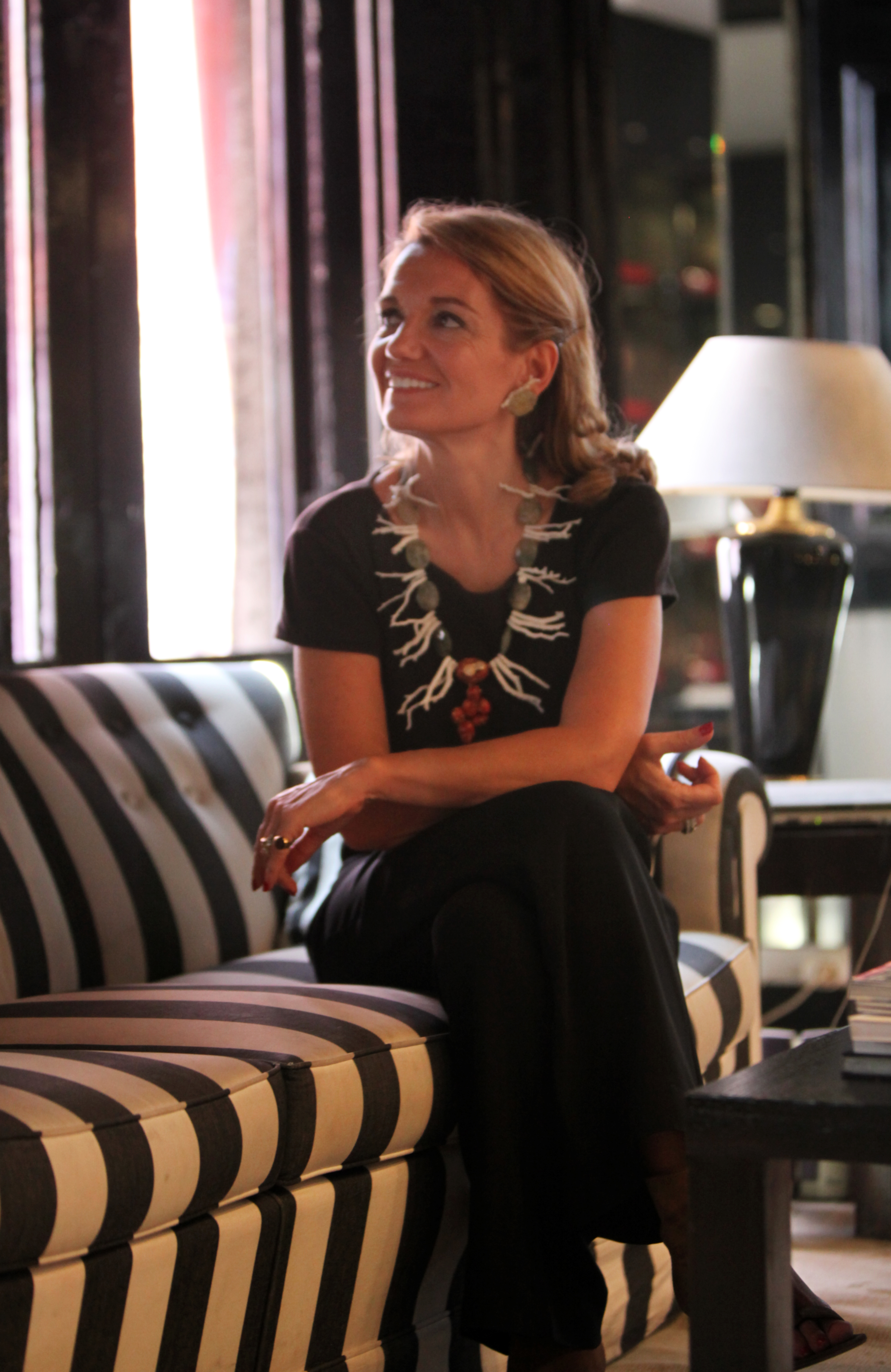
Maria João Bahia no seu atelier e loja em Lisboa.

## Sobre
Maria João Bahia nasceu em Leiria em 1962, joalheira, é reconhecida em Portugal e no estrangeiro pela originalidade e atualidade das joias que cria. As suas peças são marcadas pelo uso de metais nobres como ouro, prata e pedras preciosas. A autora conta com mais de 30 anos de carreira, tem no seu portefólio uma vasta gama de criações de joalharia e design.
O processo criativo de Maria João Bahia desenvolve-se a partir das formas orgânicas, a joalheira tira partido do conhecimento que tem da manipulação dos objetos e dos materiais preciosos para criar as suas peças. Desde 2004, tem atelier e oficina em Lisboa, na Avenida da Liberdade, no nº 102.
Através da mão, o desenho torna-se no resultado do ato criativo. Contemplar esta criatividade que se produz por meio da interação entre pensamentos e se exterioriza na concretização de um objeto, é um momento sublime.
Maria João Bahia afirmou-se ao longo dos anos pelo estilo muito próprio, distinto, contemporâneo e multi-cultural que as suas peças acabam por representar.
As pesquisas e o desenho são a base do seu trabalho. A inovação e contemporaneidade que trouxe à joalharia portuguesa é hoje reconhecida em Portugal e no estrangeiro. A autora procura inovar continuamente, desenvolvendo novas coleções, enquadradas em elementos universais e nas referências do mundo atual.
Em 2017, Maria João Bahia iniciou um projeto para internacionalização da sua marca. O projeto tem a duração de quatro anos e vai promover a marca e os seus produtos nos mercados externos como Médio Oriente, Europa e Estados Unidos.

## Exposições
Desde 1987, que participa regularmente em exposições em todo o mundo:
- 2016: Doha Jewellery and Watches Exhibition, Qatar, onde participa com a coleção“Desert Jewels”.
- 2014: Exposição “Entre a Terra e o Céu” no Consulado Português do Rio de Janeiro, integrada no programa do “Ano de Portugal no Brasil”.
- 2010: Integra a Exposição “2010 Women Centenial “ em Shangai, no Shangai Art Museum a convite do AICEP Portugal Global.
- 2008: “E da semente fez-se Joia”, exposição de joias e objetos em prata no âmbito das comemorações dos 130 anos do Jardim Botânico.
- 2007: “Harrods at Portugal”, em Londres, a convite do ICEP. Expõe na Embaixada de Portugal, em Paris.
- 2003: Expõe na Casa Ribeirinho, Matosinhos – Porto.
- 1995: Exposição Individual na Galeria Vértice.
- 1992: Participa numa Exposição itinerante que se realizou em Paris no Palais dês Congrés, em Amesterdão na Antiga Bolsa, em Londres no Royal College of Art e em Copenhague na Antiga Bolsa; Expõe na 2ª Feira Internacional de Joalharia, em Lisboa Exporjoia;Exposição Individual na Galeria Arvore, no Porto.
- 1991: Exposição “Imagem de Portugal“, EUROPALIA91, no Concert Noble – Bruxelas, Bélgica.
- 1987: Feira Internacional de Joias em Nova Iorque – EUA.

## Obras e marcos da carreira
- 2016: Oferta de uma peça desenhada em exclusivo para a atriz Jane Fonda; Inaugura a escultura comemorativa do tricentenário do Palácio e Mosteiro de Mafra, naquela que é a sua primeira peça de arte pública; Cria a convite do Município de Mafra uma linha de peças de ourivesaria inspiradas na escultura de Mafra; Desenha jóias para alguns artistas presentes no Rock In Rio como Ivete Sangalo, Adam Levine, Bruce Springsteen e Fergie.
- 2015: Celebra os 30 anos de Carreira; A convite do Sindicato de Jogadores Profissionais de Futebol cria o troféu para Melhor Jogador Jovem da 1º e 2º Liga de Futebol Português; Criação de linha de peças em Filigrana, numa recriação ao seu estilo da arte tradicional de ourivesaria portuguesa; Criação de peças de Gastro-Joalharia para Chefs Michelin.
- 2014: Elabora, a convite do Sindicato dos Jogadores Profissionais de Futebol, uma coleção de Terços para a Seleção Nacional de Futebol Portuguesa, aquando do Mundial de Futebol desse ano;
- 2012: A convite da Comissão Vitivinícola Regional do Tejo, cria o Troféu para Vinhos do Tejo.
- 2010: A convite do Patriarcado de Lisboa, aquando da visita a Portugal de Sua Santidade o Papa Bento XVI, concebe o Relicário e livro onde é contada a história da cidade de Lisboa e do seu Santo Padroeiro, “São Vicente”.
- 2009: Cria o troféu “Prémio Mercúrio”, para a Escola de Comércio de Lisboa.
- 2008: Cria os Troféus para “Revista de Vinhos”
- 2007: Cria uma “Joia” imagem de marca, a convite da Triumph.
- 2006: Cria o troféu “Personalidade do Ano” para a Universidade Católica Portuguesa.
- 2003: Cria uma “Joia” a convite da marca “Sheba”.
- 2000: Lança um livro retrospetivo do seu trabalho,a convite da Câmara Municipal de Lisboa.
- 1998: Cria uma linha de peças prestigio em prata com a Atlantis “Os 5 Oceanos”.
- 1996: Cria o Globo de Ouro para a SIC / Caras.
- 1994: Colabora na Revista “Joias e Relógios”. Cria vários trabalhos para empresas Portuguesas nomeadamente, o Troféu Companhia de Seguros Ocidental, Congresso Confederação Mundial dos Empresários das Comunidades Portuguesas, Troféu Sony e o Troféu Império.
- 1992: Cria os adereços para o Teatro de Filipe La Féria, “A Maldita Cocaína”.
- 1986: Cria a Coroa da Miss Wonderland.
- 1981: Inicia o curso de ourivesaria em Lisboa.